# Jacques Favre de Thierrens
Pour les articles homonymes, voir Favre.
Jean-Paul Jacques Favre de Thierrens, né le 18 février 1895 à Nîmes et mort le 16 octobre 1973 à Paris, est un aviateur, as de la Première Guerre mondiale, et peintre français.

## Biographie
Fils de Charles Favre de Thierrens, président de la Société sportive des courses du Gard, et frère de l'officier d'artillerie Maurice Favre de Thierrens, Jacques Favre de Thierrens est issu d'une vieille famille protestante. Il naît le 18 février 1895 à Nîmes.
Il est reçu aux Beaux-arts de Paris mais y reste peu puisqu'il est appelé sous les drapeaux dès que la Première Guerre mondiale éclate. Il sert dans l’armée de l'air d'abord au sein de l'escadrille 215 puis dans l'escadrille 62 où il accomplit 104 reconnaissances. C'est un des as français de la Première Guerre mondiale, crédité de six victoires homologuées (une victoire restant non homologuée), terminant la guerre avec le grade de sous-lieutenant. Après l'Armistice de 1918, il rentre dans les services spéciaux de l’armée.
Pendant la Seconde Guerre mondiale, il est officier des renseignements dans les services du Gouvernement de Vichy. Il travaille à la Légion française des combattants et des volontaires de la Révolution nationale d'où il renseigne les services secrets britanniques[réf. nécessaire]. Il est de janvier à avril 1942 le supérieur de François Mitterrand, auquel il recommande de rédiger de fausses fiches,. Lors de l'invasion de la Zone libre, il cache dans sa maison de Lédenon des documents des services secrets français.
Après la guerre, il regagne le Gard où il commence à peindre en 1953 à l'âge de 59 ans dans sa propriété de Saint-Bonnet-du-Gard. Jacques Favre de Thierrens expose pour la première fois en 1955 puis de nouveau deux ans plus tard. Il expose tous les deux ans à la galerie Paul Petrides. Il est aussi exposé dans d'autres villes en France, ainsi qu'en Suisse et aux États-Unis. Sa vue se dégradant, il arrête de peindre en 1971.
Il meurt le 16 octobre 1973 dans le 15e arrondissement de Paris et est inhumé au cimetière protestant de Nîmes.

## Œuvres artistiques
Jacques Favre de Thierrens est d'abord et avant tout un peintre de la femme. Il se distingue aussi par ses paysages de Provence et de Saint-Bonnet-du-Gard (dont sa propriété). Il a aussi peint des natures mortes, des fleurs ou des fruits. Il aborde aussi des thèmes japonisants.
Une rétrospective de son œuvre a lieu à Nîmes en décembre 2010 lors du salon des antiquaires. En mars 2012, une nouvelle rétrospective est organisée à la mairie du 5e arrondissement de Paris à l'initiative du maire d'alors, Jean Tiberi.

## Décorations
- Officier de l'ordre des Arts et des Lettres (1963)[5]